# Martina Müller
Martina Müller, född den 18 april 1980 i Kassel i Tyskland, är en tysk före detta fotbollsspelare. 
Vid fotbollsturneringen under OS 2004 i Aten deltog hon i det tyska lag som tog brons. 